# Mopreme Shakur
Mopreme Shakur, eigentlich Maurice Harding Shakur, auch Komani (* 1969 in New York City) ist ein US-amerikanischer Rapper.

## Leben
Mopreme ist der Sohn von Mutulu Shakur und Stiefbruder des Rappers Tupac Shakur. Mopreme erschien erstmals 1990 auf der Single It feels good von der amerikanischen RnB & Soul Gruppe Tony! Toni! Toné! unter dem Alias „Mocedes“. Im Jahr 1993 entstand unter dem Pseudonym Wycked die erste Kollaboration mit seinem Stiefbruder Tupac: Papa’z Song von dem Album Strictly 4 My N.I.G.G.A.Z. Das Album erreichte Platz 24 der Billboard 200 Charts. Im selben Jahr formten Mopreme und Tupac die Gruppe „Thug Life“ mit ihren Freunden Big Syke, Macadoshis und The Rated R. Am 26. September 1994 veröffentlichte die Gruppe ihr erstes und einziges Album Thug Life: Vol 1. Mopreme ist als Texter für viele der auf dem Album vertretenen Stücke, wie z. B.: Cradle to the Grave und Bury Me a G genannt. 1995 gehörte er zu den Gründungsmitgliedern der Outlawz, verließ die Band jedoch 1999 gemeinsam mit Big Syke.
Mopreme Shakur wirkte in zahlreichen Filmproduktionen mit.

## Diskografie
Alben
- 1994: Thug Life: Volume 1
- 1999: Mac Mall Presents The Mallenium
- 2005: Evolution Of A Thug Life N.I.G.G.A. Vol. 1.1
- 2005: Evolution Of A Thug Life N.I.G.G.A. Vol. 2
- 2007: Black & Brown Pride
- 2008: Heart of a Soulja
- 2009: Alpha Thug